# Carnaval (film, 1987)
Pour les articles homonymes, voir Carnaval (homonymie).
Pour plus de détails, voir Fiche technique et Distribution.
Carnaval est un film belge réalisé par Ronny Coutteure sorti en 1987.

## Synopsis
Lorsque Jacques, Marina et Robert, jeunes profs en mal d'écologie, viennent s'installer à la ferme de "La Cuite", ils ne se doutent pas un seul instant des hostilités que leur arrivée va déclencher !
La ferme de "La Cuite" a la particularité d'être à cheval sur le territoire de deux communes... Alors, avec qui les "nouveaux" feront-ils le prochain Carnaval ? Avec les "Bœufs" de Jirhay, ou les "Sangliers" de Grasiester ?
Film tourné à Jalhay et retraçant l'histoire de son carnaval... La grande rivalité entre Jalhay (les bœufs) et Herbiester (les sangliers) devient la rivalité entre Jirhay et Grasiester.

## Fiche technique
- Réalisation et scénario : Ronny Coutteure
- Genre: comédie
- Musique : Carlos Leresche
- Année : 1987

## Distribution
- Ronny Coutteure : René Chicheleux dit N'a pus
- Jean-Luc Bideau : Félix Monnier
- Sandra Carabin : Sandrine Chicheleux
- Fabrice Meale : Stéphane Monnier
- Jean-Paul Comart : Robert
- Maurane : Marina
- Christine Laurent : Françoise Monnier
- Salvatore Ingoglia : But
- Vincent Grass : Bouboule
- Robert Lemaire : un villageois

- Ninon Scheidweiler : Annick
- Joris Williams : Freddy
- Jo Rensonnet : Albert
- Daniel Dury : Alain
- Thierry Decoster : Paul Leforestier
- Bernard Detti : Michel
- Michel Bawedin : Billy

## Tournage
Le film a été tourné à Jalhay, près de la ville de Spa en Belgique